# Mireia Montané i Tuca
Mireia Montané i Tuca (Barcelona, 1940) és una pedagoga catalana, membre del Col·legi Oficial de Doctors i Llicenciats en Filosofia i Lletres i en Ciències de Catalunya.
Catedràtica i doctora especialista en formació del professorat i en l'àrea de llengua, durant 30 anys ha treballat al Departament d'Educació de la Generalitat de Catalunya. Durant deu anys ha servit com a directora de l'Oficina de Cooperació Educativa i Científica Internacional, i va ser responsable de la creació, creixement i consolidació del Projecte Internacional de Construcció del Coneixement (KBIP) per a les escoles de tot Catalunya. També ha format part del grup d'experts de la UNESCO.
Ha estat presidenta de l'Associació Europea per a la Formació d'Ensenyants (ATEE) i actualment és presidenta de la Federació Mundial d'Associacions per a la formació del professorat (WFATE) i directora del Projecte COMconèixer, comunitat internacional d'aprenentatge en xarxa amb centres educatius públics i privats de Catalunya i del món. També presideix l'ONG Knowledge Building in Action amb seu als Estats Units, que ha establert el model KBIA CSCL basat en l'historial de cinc anys de treball amb aules de preescolar associades a KBIP a Catalunya, Hong Kong i Quebec, i a altres països com Singapur, Mèxic i Colòmbia. El 2004 fou directora del Projecte Educatiu del Fòrum Universal de les Cultures.
El 2015 va rebre un dels Premis d'Actuació Cívica de la Fundació Lluís Carulla i el 2025 la Creu de Sant Jordi atorgada per la Generalitat de Catalunya com a reconeixement a la seva tasca.Ha escrit nombrosos articles a les publicacions Perspectiva Escolar, Revista de Pedagogia de Catalunya i Guix. Elements d'acció educativa.